# 명정
명정(銘旌)은 죽은 사람의 관직, 성씨 등을 기록하여 상여 앞에 들고 가는 기다란 깃발이다. 명기(銘旗)라고도 한다. 일반적으로 너비 60cm, 길이 270cm 짜리 붉은 천을 사용하며, 가루나 은물 등으로 흰색 글씨를 쓴다.